# خزان كاخوفكا
خزان كاخوفكا Kakhovka Reservoir ( (بالأوكرانية: Каховське водосховище)‏  أو  سد كاخوفكا     هو خزان مياه على نهر دنيبر في أوكرانيا . تم إنشاؤه في عام 1956 ، عندما تم بناء محطة كاخوفكا للطاقة الكهرومائية في نوفا كاخوفكا . في 6 يونيو 2023 ، تعرض السد الذي يحجز ماء النهر وأنشأ الخزان لأضرار جسيمة بسبب انفجار نسبته السلطات الأوكرانية إلى القوات الروسية وكعمل "إرهابي" من قبل عمدة نوفا كاخوفكا الذي نصبته روسيا. الخزان هو أحد الخزانات العديدة في سلسلة خزانات دنيبر .

## الجغرافية
يغطي الخزان مساحة إجمالية قدرها 2155 كيلومترًا مربعًا في مناطق خيرسون ، و زابوريزهزهيا  ، و دنيبروبتروفسك في أوكرانيا.   يبلغ طول حوض الخزان  240 كم   ويصل إلى 23 كم عرضا واتساعا . ويتراوح  عمق المياه فيه بين   3 إلى 26 مترًا ويبلغ متوسط العمق  8.4 مترًا.  يبلغ إجمالي حجم الماء  المخزون 18.2 كم 3 .
يتم استخدامه بشكل أساسي لتزويد محطات الطاقة الكهرومائية ، ونظام Krasnoznamianka للري ، ونظام Kakhovka للري ، والمصانع الصناعية مثل محطة الطاقة النووية زابوريزهزهيا   بقوة 5.7 جيجاوات ، ومزارع أسماك المياه العذبة ، وقناة شمال القرم وقناة دنيبر-كريفي ريه .  شكل إنشاؤها  طريقًا  عميقا في المياه لحركة السفن  والإبحار في نهر دنيبر.

## حرب روسيا وأوكرانيا
كان للنزاع الروسي الأوكراني تأثير عميق على موارد المياه والبنية التحتية للمياه.

### 2022 الغزو الروسي الشامل لأوكرانيا
ابتداءً من أوائل نوفمبر 2022   بعد الغزو الروسي الشامل لأوكرانيا في فبراير 2022 ، فتحت روسيا مجاري الصرف في محطة كاخوفكا للطاقة الكهرومائية وانخفض الخزان إلى أدنى مستوى له منذ 3 عقود ، مما يعرض للخطر موارد الري ومياه الشرب أيضًا. كنظم تبريد لمحطة الطاقة النووية زابوريزهزهيا  . من 1 ديسمبر 2022 إلى 6 فبراير 2023 ، انخفض منسوب المياه مترين.  الغرض من التفريغ غير واضح. يمكن أن يكون وسيلة لإلحاق الضرر بالزراعة الأوكرانية ، ولكن معظم المناطق الزراعية المتضررة كانت في الأجزاء التي تسيطر عليها روسيا من أوكرانيا اعتبارًا من أوائل عام 2023.  اقترحت الإدارة العسكرية الإقليمية في زابوريزهزيا أن الدافع ربما كان جزئيًا لإغراق المنطقة الواقعة جنوب السد من أجل منع القوات الأوكرانية من عبور نهر دنيبرو.  بعد وصوله إلى نقطة منخفضة ، بدأ منسوب المياه في الارتفاع بعد أن بدأت الحكومة الأوكرانية في ملئه بالمياه من الخزانات الأخرى على نهر دنيبرو. وقالت وزارة حماية البيئة والموارد الطبيعية الأوكرانية: "كل هذا يشكل تهديدًا بخفض مستوى المياه إلى مستوى حرج في جميع أنحاء سلسلة خزانات دنيبرو في أوكرانيا".
من منتصف فبراير إلى أواخر مايو 2023 ، سواء عن قصد أو نتيجة الإهمال ، لم يتم تعديل السد المتضرر في نوفا كاخوفكا لمواكبة الزيادة الموسمية في تدفق المياه. ونتيجة لذلك ، جرفت المياه على الجزء العلوي من السد وغمرت المياه الأرض التي تقع في أعلى منبع السد.  وصلت مستويات المياه في الخزان إلى أعلى مستوى لها منذ 30 عامًا.

#### تدمير السد
في وقت مبكر من صباح يوم 6 يونيو 2023 ، انهار جزء كبير من السد أو تم تفجيره ، مما تسبب في إطلاق غير متحكم فيه للمياه في اتجاه مجرى النهر. روسيا وأوكرانيا تلوم كل منهما الأخرى على تدمير السد.

## أنظر أيضا
- الهجوم على نوفا كاخوفكا